# عقيد (رتبة عسكرية)
العَقِيد رتبة عسكرية من فئة الضباط الأمراء. يـقابلها في اللغة الفرنسية والإنجليزية رتبة كولونيل. وتظهر الرتبة في الدول التي تنتشر بها اللغة العربية بشكل شعار الدولة وهو العقاب الذهبي بالنسبة لمصر وليبيا وسوريا والتاج للسعودية والأردن والصقر بالنسبة للعراق ودولة الإمارات بالإضافة إلى نجمتين، وفي الجمهورية اليمنية النسر الجمهوري بالإضافة إلى نجمتين، وتُرتدى الرتبة على الكتفين.
وفي الكويت رتبة العقيد تتكون من تاج ونجمتين ويحصل عليها الضابط بعد إتمامه 20 عاماً خدمة العسكرية بشرف وأمانه.
عميد القوم، سيدهم الذي يعتمد عليه في ضبط وتنظيم الأمور وقد عرفت هذه الرتبة، وهي من الرتبة العسكرية المتقدمة، وكان لصاحبها ممارسات وصلاحيات واسعة في إدارة العمليات، وتقابل رتبة العميد أو بالأحرى سكبان باشا في عهد الانكشاريين.

## معرض الصور

عقيد بالقوات البرية المصرية
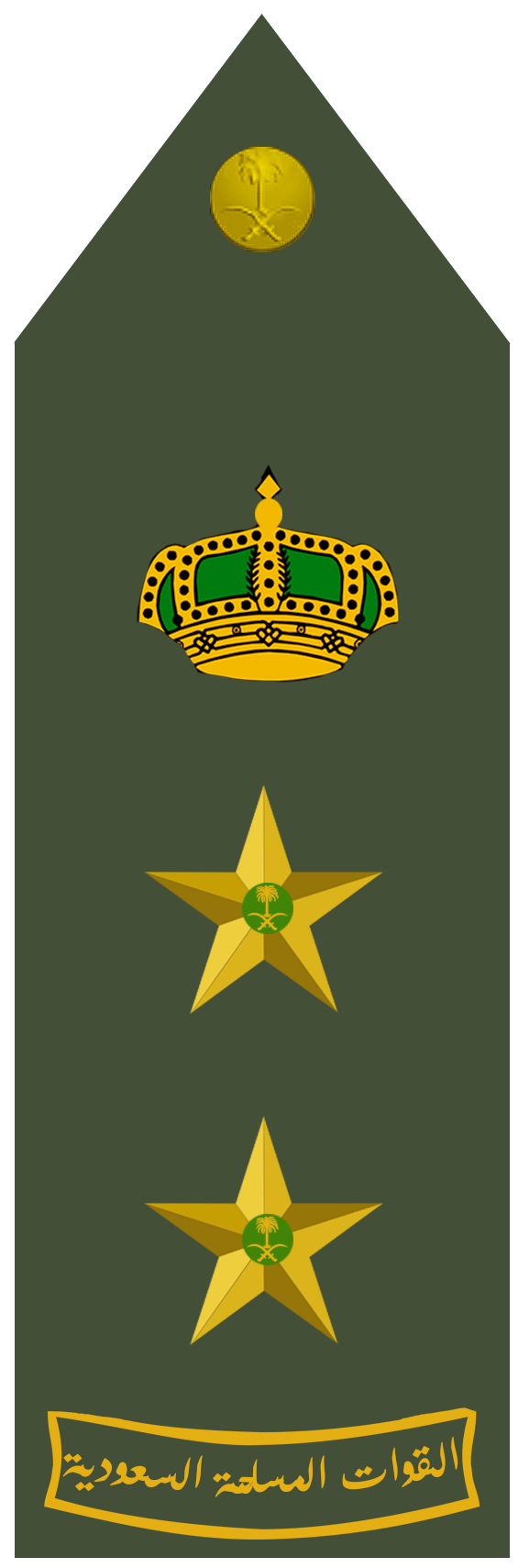
عقيد بالقوات البرية السعودية
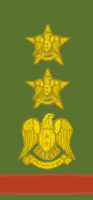
عقيد بالقوات البرية السورية
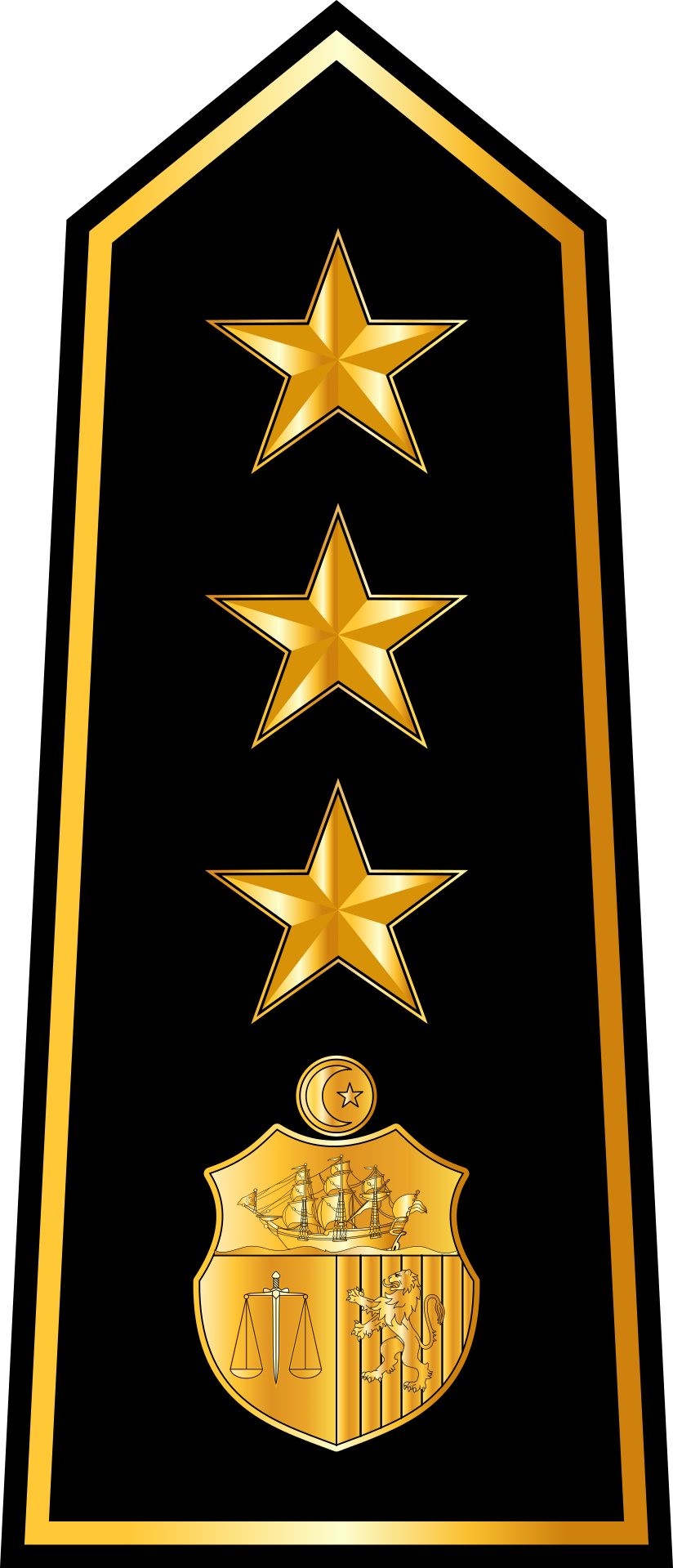
عقيد بالقوات البرية التونسية
عقيد بالقوات البرية الأردنية
عقيد بالقوات البرية اليمنية
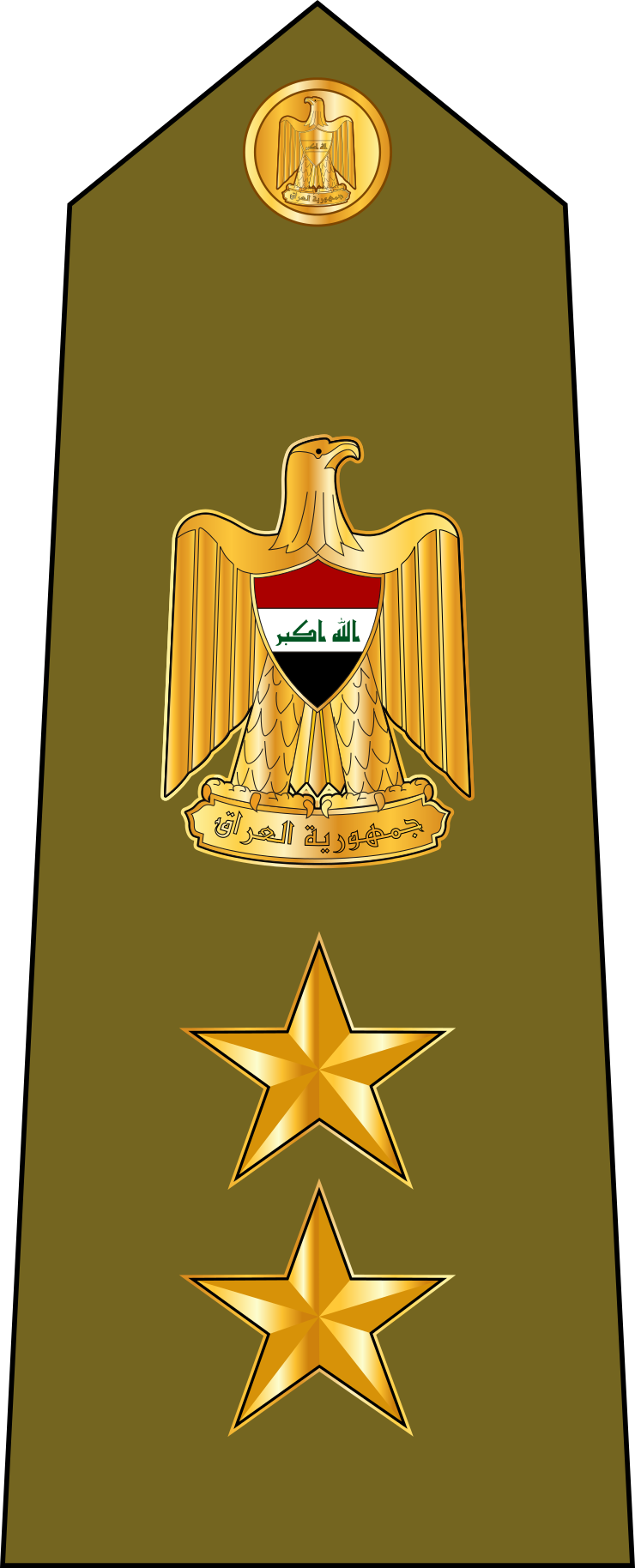
عقيد بالقوات المسلحة العراقية
عقيد بالقوات المسلحة الاماراتية